# 김포함상공원
김포함상공원은 경기도 김포시 대곶면 대명리 대명항 부두에 있는 공원이다. 과거 대한민국 해군 초계함으로 활동했다가 2006년 퇴역한 'LST 671 운봉함' 을 개조하여 해군본부가 김포시에 기증하게 되었고 현재는 김포시에서 관리한다.
2006년 해군본부에서 운봉함을 국가안보관과 함상체험을 위한 시민 휴식공간으로 개조하여 김포시청에 기증하게 되었고 지금의 대명항 부두에 공원이 세워지게 되면서 개장하였다.

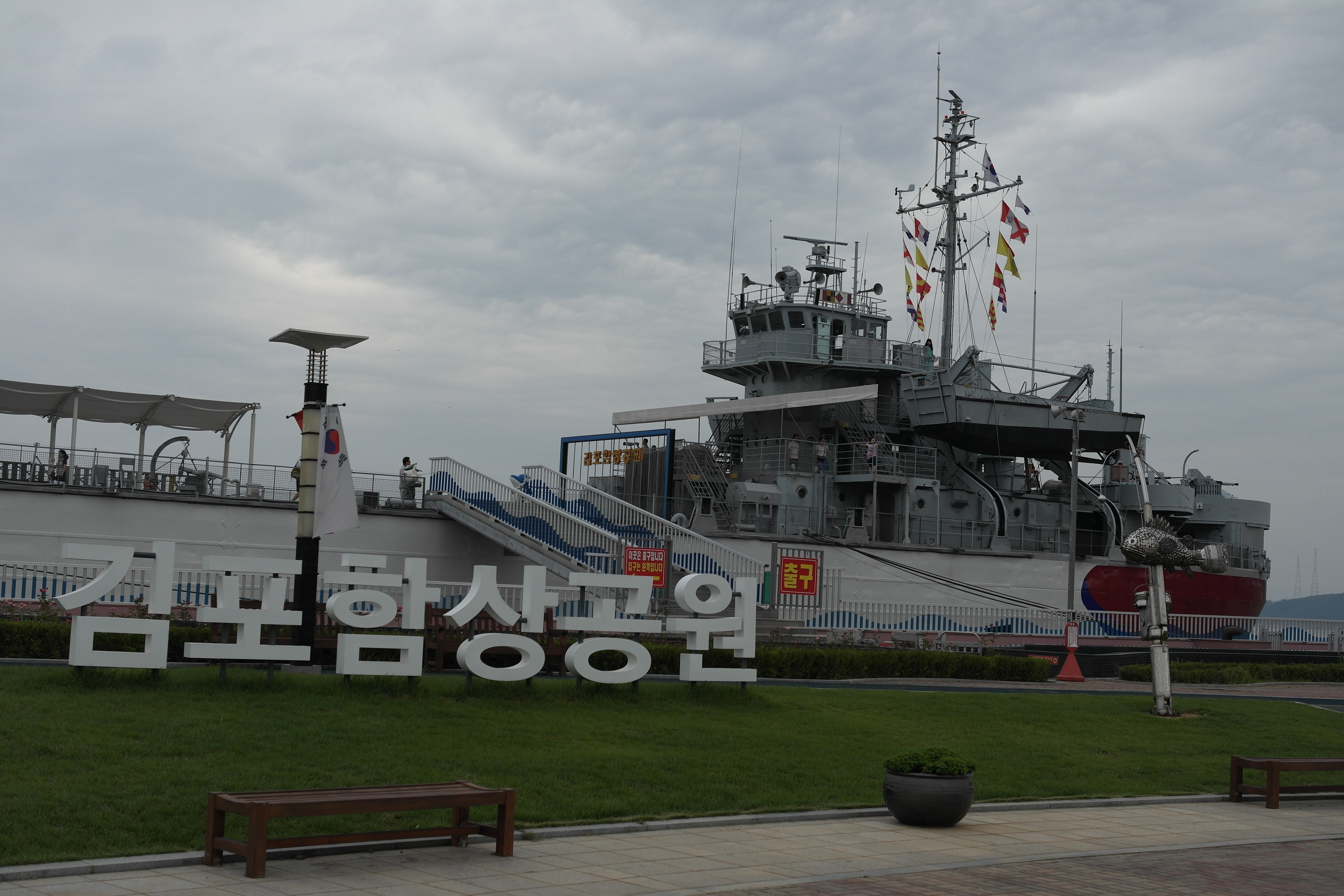
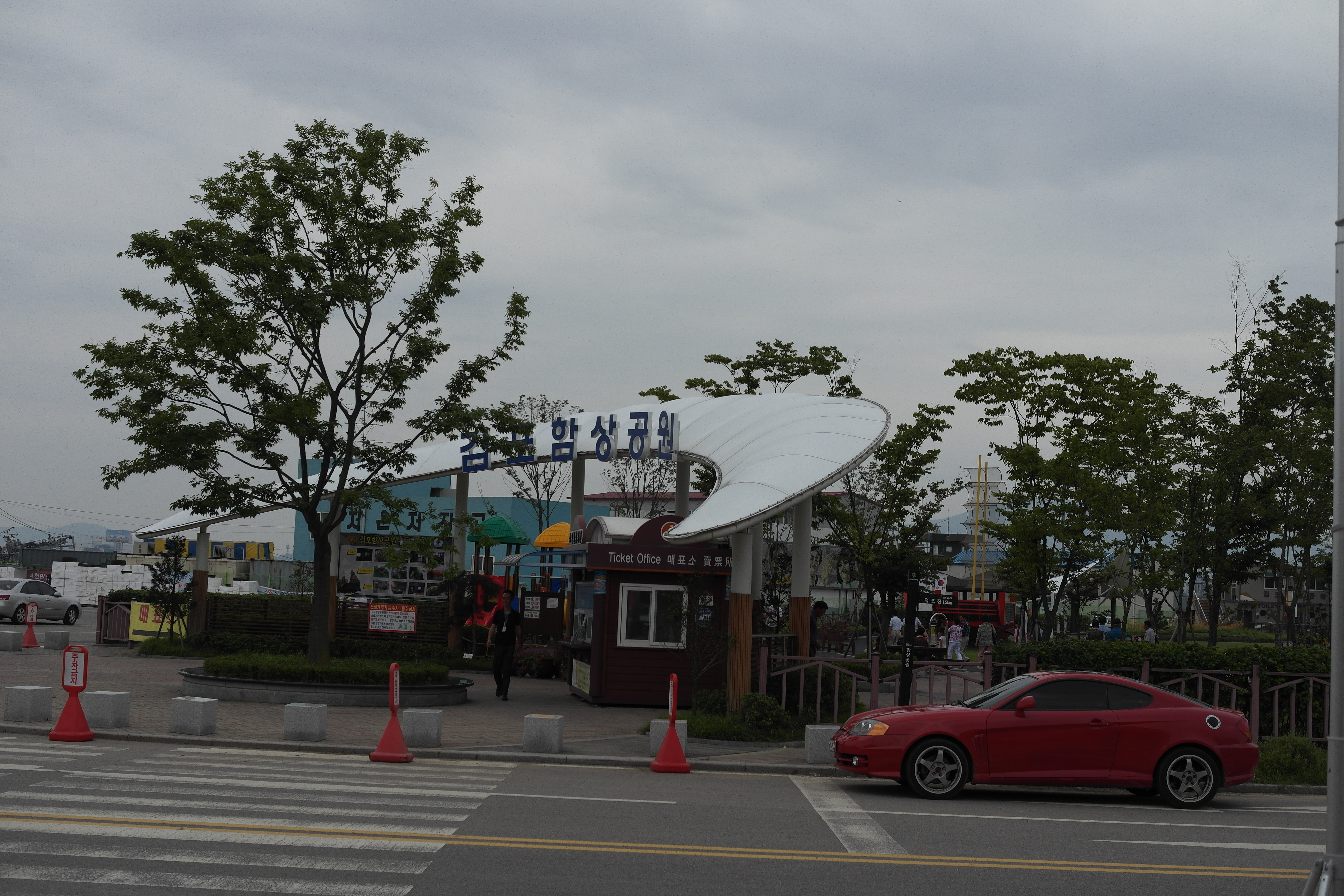
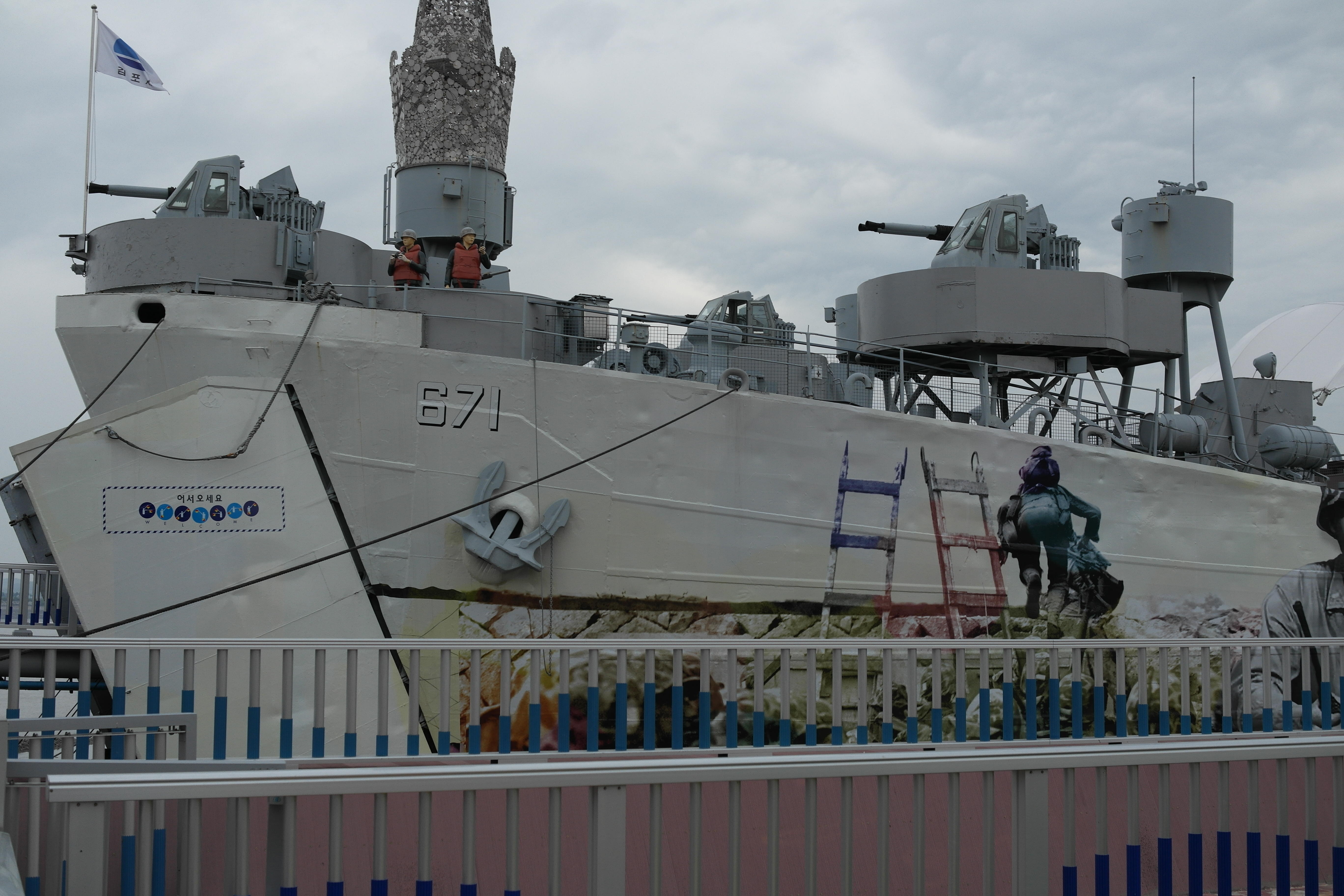

## 같이 보기
- 약암온천
- 승마산
- 초지대교

## 참고 문헌
- 김포함상공원 소개